# Rondibilis parcesetosus
Rondibilis parcesetosus là một loài bọ cánh cứng trong họ Cerambycidae.